# Santuario di Maria Santissima del Fiume
Il santuario di Maria Santissima del Fiume si trova nel territorio di Alcamo, sulla strada statale 113, subito dopo lo svincolo Autostrada A29 Alcamo Ovest.

## Storia
Nel luglio 1820 ci furono delle insurrezioni a Napoli e in Sicilia; la causa era stata la concessione, da parte di Ferdinando I, della Costituzione di Spagna: la maggior parte del popolo, invece, avrebbe preferito quella siciliana del 1812.
Ad Alcamo questa rivolta, contro il peso delle tasse e il dazio sul vino, fu nota  come  Lu ribeddu di lu 1820; ci furono l’assalto alla sede del Comune e la distruzione di diversi documenti,
addirittura furono incendiate delle abitazioni, uffici notarili, e uccise alcune personalità importanti del tempo, fra cui due addetti alla pubblica sicurezza.
A Palermo furono cacciati i borbonici  e si formò un governo provvisorio che chiedeva l'indipendenza; per soffocare queste insurrezioni il Re mandò da Napoli il generale Florestano Pepe con circa 60.000 soldati.
Mentre il colonnello Flugy si muoveva da Trapani verso Palermo, venne costretto ritirarsi con le sue truppe, respinto dai ribelli di Alcamo, accorsi in gran numero nella zona del fiume Freddo.
La tradizione attribuisce un miracolo alla Madonna del Fiume, per mezzo delle piogge provvidenziali che fermarono le truppe Borboniche;  fu così innalzata una cappella in suo onore.
Il generale Pepe, ritenuto debole nei riguardi dei rivoltosi, fu fatto rientrare a Napoli e il generale Pietro Colletta, subentrato a lui, soffocò l'insurrezione.
Il poeta Peppi Enia, nella sua opera poetica in ottave intitolata Lu ribeddu di lu 1820, così fa riferimento all'edicola che oggi si trova accanto alla chiesetta vicino al fiume:
Pi stu triunfu di l'antichitati
Sta figuredda a stu ciumi viditi.

## Descrizione
Il santuario è stato costruito nei primi anni del Novecento; al suo interno si trovano la statua della Madonna del Fiume, scolpita da Giuseppe Ospedale (1925), e un affresco del pittore alcamese Liborio Pirrone sul soffitto.
La cappella è meta di pellegrinaggi nel mese di maggio, soprattutto il sabato mattina quando si celebrava la Messa.
La festa, con relativa sagra campestre, veniva celebrata la prima domenica di agosto.